# Мала Тур'я
Мала́ Тур'я́ — село Долинської громади Калуського району Івано-Франківської області України.
Фактично є південно-західним передмістям міста Долина.

## Історія
У 1939 році в селі проживало 410 мешканців (385 українців, 15 поляків, 5 євреїв і 5 німців та інших національностей).
Указом Президії Верховної Ради УРСР 23 жовтня 1940 р. Мало-Турянська сільська рада передана з Вигодського району до Долинського.

## Населення

### Мова
Розподіл населення за рідною мовою за даними перепису 2001 року:
| Мова            | Кількість | Відсоток |
| --------------- | --------- | -------- |
| українська      | 1658      | 98.57%   |
| російська       | 19        | 1.13%    |
| румунська       | 3         | 0.18%    |
| польська        | 1         | 0.06%    |
| інші/не вказали | 1         | 0.06%    |
| Усього          | 1682      | 100%     |

## Сучасність
- Біля села розташований Малотур'янський дендрологічний парк.
- Церква покладення Риз Пречистої Діви Марії громади УГКЦ, 10 липня 2016 року освячені нова дзвіниця й іконостас[3].
- Дві церкви УПЦ КП: нова мурована і недіюча Покрова Пр. Богородиці 1843 р., після пожежі повністю відновлена в 1989 р[4].